# Тагильцы
Тагильцы — село в Тавдинском городском округе Свердловской области. Входит в состав Ленинского сельсовета.

## История
В «Списке населенных мест Российской империи» 1871 года населённый пункт упомянут как казённая деревня Тагильская Туринского округа Тобольской губернии, при реке Тавде, расположенная в 159 верстах от окружного центра города Туринска. В деревне насчитывалось 7 дворов и проживало 38 человек (21 мужчина и 17 женщин). Функционировала православная часовня.

## География
Село находится в восточной части области, на расстоянии 11 километров к северу от города Тавда, на левом берегу реки Тавда.
Абсолютная высота — 60 метров над уровнем моря.

## Население
| 2002 | 2010 | 2021 |
| ---- | ---- | ---- |
| 160  | ↘108 | ↘54  |

Согласно результатам переписи 2002 года, в национальной структуре населения русские составляли 91 % из 160 чел.

## Улицы
Уличная сеть села состоит из 7 улиц и 1 переулка.